# Област Окушири
Област Окушири (јап. 奥尻郡) Okushiri-gun која се састоји од острва Окушири, се налази у субпрефектури Хијама, Хокаидо, Јапан. 
2004. године, у области Окушири живело је 3.708 становника и густину насељености од 25,93 становника по км². Укупна површина је 142,98 км².

## Вароши
- Окушири